# Aeropuerto de Brochet

El Aeropuerto de Brochet (del inglés: Brochet Airport) (IATA: YBT, OACI: CYBT) está ubicado 1MN (1,9 km; 1,2 mi) al  oeste de Brochet, Manitoba, Canadá.

## Aerolíneas y destinos
- Perimeter Airlines
  - Winnipeg / Aeropuerto Internacional de Winnipeg-Armstrong
  - Thompson / Aeropuerto de Thompson